# Вороновский сельсовет (Гродненская область)
Вороновский сельсовет — упразднённая административная единица на территории Вороновского района Гродненской области Белоруссии.

## История
3 ноября 2013 года Вороновский сельсовет упразднён. Населённые пункты включены в состав Переганцевского сельсовета.

## Состав
Вороновский сельсовет включал 19 населённых пунктов:
- Адамово — хутор.
- Новосяды — деревня.
- Борти — хутор.
- Бояры — деревня.
- Вороновка — агрогородок
- Вороново — хутор.
- Гартынково — хутор.
- Германишки — деревня.
- Гута — деревня.
- Дайновка — деревня.
- Жемойтишки — хутор.
- Клеткеники — деревня.
- Лазаришки — деревня.
- Миловидная — деревня.
- Новополье — хутор.
- Огородники — деревня.
- Пожижма — деревня.
- Стасино — деревня.
- Стилгуны — хутор.